# A Ferencvárosi TC 1915-ös tavaszi szezonja
A Ferencvárosi TC 1915-ös tavaszi szezonja szócikk a Ferencvárosi TC első számú férfi labdarúgócsapatának egy szezonjáról szól. A klub fennállásának ekkor volt a 16. évfordulója.

## Mérkőzések
| Színmagyarázat | Színmagyarázat |
| -------------- | -------------- |
|                | Győzelem.      |
|                | Döntetlen.     |
|                | Vereség.       |

Amatőr Ligabajnokság
| 1915. február 28. |

| Ferencváros   | 2 – 0               | 33 FC |
| ------------- | ------------------- | ----- |
| Molnár Farkas | (1 – 0) Jegyzőkönyv |       |

| Üllői út, Budapest |

| 1915. március 7. |

| Ferencváros              | 5 – 1       | KAOE |
| ------------------------ | ----------- | ---- |
| Pataki Tóth Potya Molnár | Jegyzőkönyv |      |

| Üllői út, Budapest |

| 1915. március 14. |

| Ferencváros | 1 – 0       | III. Kerületi TVE |
| ----------- | ----------- | ----------------- |
| Weisz       | Jegyzőkönyv |                   |

| Üllői út, Budapest |

| 1915. március 21. |

| Ferencváros      | 4 – 1       | Budapesti AK |
| ---------------- | ----------- | ------------ |
| Pataki Schlosser | Jegyzőkönyv |              |

| Üllői út, Budapest |

| 1915. március 25. |

| Ferencváros                       | 9 – 0       | Terézvárosi TC |
| --------------------------------- | ----------- | -------------- |
| Schlosser Pataki Tóth Potya Weisz | Jegyzőkönyv |                |

| Üllői út, Budapest |

| 1915. március 28. |

| Ferencváros                                    | 14 – 0      | MÁV Gépgyár |
| ---------------------------------------------- | ----------- | ----------- |
| Pataki Schlosser Weisz Binder Tóth Potya Hegyi | Jegyzőkönyv |             |

| Üllői út, Budapest |

| 1915. április 11. |

| Ferencváros          | 4 – 1       | Törekvés SE |
| -------------------- | ----------- | ----------- |
| Schlosser Tóth Potya | Jegyzőkönyv |             |

| Üllői út, Budapest |

| 1915. április 18. |

| Ferencváros      | 3 – 0       | Magyar AC |
| ---------------- | ----------- | --------- |
| Schlosser Pataki | Jegyzőkönyv |           |

| Üllői út, Budapest |

| 1915. április 25. |

| Ferencváros                     | 7 – 0       | Budapesti EAC |
| ------------------------------- | ----------- | ------------- |
| Pataki Schlosser Tóth Potya ög' | Jegyzőkönyv |               |

| Üllői út, Budapest |

| 1915. május 9. |

| Ferencváros      | 2 – 1       | Budapesti TC |
| ---------------- | ----------- | ------------ |
| Schlosser Pataki | Jegyzőkönyv |              |

| Üllői út, Budapest |

| 1915. május 16. |

| Ferencváros | 1 – 1               | MTK |
| ----------- | ------------------- | --- |
| Tóth Potya  | (1 – 0) Jegyzőkönyv |     |

| Üllői út, Budapest |

| 1915. június 6. |

| Ferencváros   | 2 – 2       | Kispest |
| ------------- | ----------- | ------- |
| Schlosser ög' | Jegyzőkönyv |         |

| Üllői út, Budapest |

| 1915. június 13. |

| Ferencváros                        | 8 – 0       | Fővárosi TK |
| ---------------------------------- | ----------- | ----------- |
| Schlosser Borbás Farkas Tóth Potya | Jegyzőkönyv |             |

| Üllői út, Budapest |

Egyéb mérkőzések
| 1915. április 4. |

| Ferencváros | 2 – 0       | Budapesti TC |
| ----------- | ----------- | ------------ |
| Pataki      | Jegyzőkönyv |              |

| Üllői út, Budapest |

| 1915. április 5. |

| Ferencváros | 1 – 3       | MTK |
| ----------- | ----------- | --- |
| Schlosser   | Jegyzőkönyv |     |

| Üllői út, Budapest |

| 1915. május 23. |

| Ferencváros | 0 – 2       | Rapid Wien |
| ----------- | ----------- | ---------- |
|             | Jegyzőkönyv |            |

| Üllői út, Budapest |

| 1915. május 24. |

| WAF | 2 – 3       | Ferencváros      |
| --- | ----------- | ---------------- |
|     | Jegyzőkönyv | Schlosser Pataki |

| Bécs |

| 1915. május 30. |

| Ferencváros | 0 – 0               | Floridsdorfer AC |
| ----------- | ------------------- | ---------------- |
|             | (0 – 0) Jegyzőkönyv |                  |

| Üllői út, Budapest |

| 1915. június 20. |

| Rapid Wien | 4 – 2       | Ferencváros          |
| ---------- | ----------- | -------------------- |
|            | Jegyzőkönyv | Tóth Potya Schlosser |

| Bécs |

## Külső hivatkozások
- A csapat hivatalos honlapja (magyarul)
- Az 1915-ös tavaszi szezon menetrendje a tempofradi.hu-n (magyarul)